# Tina - What's Love Got to Do with It
Tina - What's Love Got to Do with It è un film statunitense del 1993 diretto da Brian Gibson sulla vita di Tina Turner.

## Trama
Nel 1949, a Nutbush, la piccola Anna Mae Bullock, di 10 anni, si fa un giorno cacciare dal coro della sua chiesa, poiché interpreta a modo suo lo stile gospel e mostra "poco rispetto nei confronti del Signore". Dopo aver percorso l'intero tragitto a piedi dalla chiesa, arrivata a casa Anna vede sua madre prendere le valigie e caricarle sull'auto, pronta ad allontanarsi dal marito Richard, violento, e portarsi con sé solo la figlia minore, Alline, a Saint Louis. Anna resta a vivere con la nonna, e solo alla morte di lei raggiunge madre e sorella a Saint Louis.
Nel 1958, appena 19enne, in un locale viene notata da un compositore di canzoni a capo di una orchestrina senza successo, Ike Turner, che la fa addirittura salire sul palco a cantare con lui. Costui poi la invita a cena la sera stessa e, poco tempo dopo, valutatone il talento, le fa un contratto discografico; una notte Anna si ferma a dormire a casa di Ike, e i due fanno sesso la prima volta. Egli la lancia poi con il nome di "Tina" in varie tournée per gli Stati Uniti.
Il duo, sposatosi alla fine del 1960 a Tijuana, comincia a fare successo e a vendere dischi insieme, come il gruppo musicale Ike & Tina Turner, e intanto nascono i loro quattro figli, tutti maschi, nati in epoche differenti: Ike Jr e Ronnie, e poi Raymond e Michael Turner.
Una sera, prima di un loro concerto, Tina lamenta di un brutto mal di gola e dice di non riuscire a cantare: qui per la prima volta Ike alza la voce con lei, la insulta e infine la obbliga a salire comunque sul palco, per il bene dei loro affari: qui la donna si rifiuta comunque di cantare, allora il marito le dà un bacio davanti a tutto il pubblico e convince la moglie, in lacrime, a cantare il loro nuovo brano, A Fool in Love. Però Ike, col tempo, non diventa solo un manager esigente che litiga sempre per imporre il proprio tipo di canzoni, non accettando alcun'altra opinione, ma è anche un uomo violento e duro, che alterna carezze e doni a percosse ed umiliazioni verso la moglie: ad esempio, durante una festa in piscina a casa loro, Ike, irato, prende Tina per i capelli e la trascina per tutta la casa, per poi lasciarla sanguinante a piangere, e con sua sorella Alline a confortarla e a spronarla a lasciare il marito, cosa che non smetterà mai di fare, soprattutto quando quell'uomo incivile, in una tavola calda, osa dare uno schiaffo anche a lei. Alline qui, a testa alta, prima di lasciare il locale, insulta per bene Ike e dice alla sorella che, se continuerai a stare con quell'animale, sei una donna morta!.
Nel 1968, Tina tenta la fuga in taxi, assieme ai piccoli Ike Jr e Ronnie, ma Ike riesce a rintracciarli e li riporta tutti e tre a casa con la forza, sulla sua auto.
Addirittura una sera, dopo essersi sniffato una striscia di cocaina (da cui è dipendente), Ike, solo perché Tina non si attiene agli ordini che lui le dà su come svolgere una canzone, la ubriaca e poi stupra, quasi strangolandola. In un'altra occasione il marito manda "indirettamente" Tina in ospedale, quando lei, prima di entrare in scena, assume, a causa dell'ansia di cantare bene temendo la reazione di egli, una sostanza che la fa in poco tempo andare in overdose. Ike anche qui si dimostra totalmente noncurante della salute della moglie, e anzi, quando questa è nel letto d'ospedale carente d'ossigeno, la minaccia letteralmente di morte se non si rimette presto per ricominciare i suoi affari. Arriva poi anche sua sorella Alline, che le dice nuovamente di lasciare Ike e che lei ci sarà sempre per Tina. Infatti, uscita dall'ospedale, Tina va a casa dell'amica Jackie e, dopo aver preso in giro il marito, si sfoga con Alline, stanca dei continui abusi di Ike, e canta insieme a lei un canto buddhista per riacquistare la sua forza, e che presto diventerà anche il suo mantra: Nam myoho renge kyo.
Infatti, durante l'ennesima lite, questa volta in una limousine verso un hotel, quando Ike alza di nuovo le mani su Tina, lei gli fa un occhio nero e, nella notte, fugge da lui e va in un altro albergo, questa volta con successo.
Nel 1977, ribellatasi, dopo aver finalmente chiesto il divorzio, Tina vince la causa, lasciando al marito denaro ed investimenti, alla condizione che le rimanga il proprio nome d'arte, nonostante fosse il cognome di Ike.
Nel 1980, una sera, dopo un concerto, suo e del suo nuovo complesso, che si conclude in un successo strepitoso, Tina incontra l'importante manager e produttore discografico Roger Davies, che si dichiara pronto a lavorare con lei nella sua etichetta, cosa che la star, aspettandolo da tanto, accetta. Tina viene raggiunta nuovamente da Ike che, dopo averle promesso di prenderle solo due minuti di tempo per parlare, prova a farla tornare a casa, ricordandole che la ama e che, dopotutto, l'ha scoperta lui: conclude quindi promettendo di non comportarsi più male mettendole le mani addosso; Tina però, ormai una donna molto più forte e indipendente, questa volta non gli crede e gli dice addio, mandandogli in frantumi il finestrino della sua auto, simbolo che tra loro è davvero finita, e Tina è pronta a una nuova vita e a brillare come solista e "regina del rock and roll".

## Produzione

### Cast

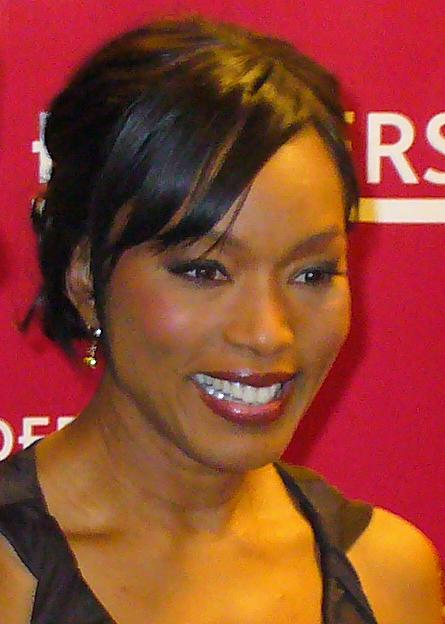
Angela Bassett alla cerimonia degli Oscar 1994, alla quale ha ricevuto una candidatura come miglior attrice

Per il ruolo di Tina Turner vennero considerate Halle Berry, Robin Givens, Pam Grier, Janet Jackson, Vanessa L. Williams e Whitney Houston: in particolar modo a quest'ultima il ruolo fu effettivamente offerto, ma ella dovette all'ultimo rifiutare la parte a causa dell'imminente gravidanza.
Anche Jenifer Lewis aveva all'inizio fatto un'audizione per interpretare Tina Turner, ma poi venne invece scelta per interpretare la madre di questa, nonostante avesse solo un anno più di Angela Bassett la quale, dopo aver fatto un provino nell'ottobre del 1992, fu alla fine scelta per interpretare la protagonista.
Invece, per interpretare Ike Turner, venne subito scelto Laurence Fishburne, al quale fu offerto il ruolo cinque volte, e che ogni volta rifiutò, considerando il personaggio, nonché la persona reale, "un essere spregevole": gli sceneggiatori quindi dovettero apportare alcune modifiche e, sebbene Ike sia rimasto comunque un uomo violento e irascibile per non storpiare la storia, riuscirono così a persuadere Fishburne a interpretare il ruolo. Egli stesso più tardi ha dichiarato che il suo personaggio, in confronto a quello di Tina, "era giustamente inutile" e che l'interpretazione della Bassett "è stato il fattore decisivo" del successo finale del film.

### Adattamento
La sceneggiatrice del film, Kate Lanier, ha dichiarato di aver omesso gran parte delle brutalità che Tina Turner disse di aver subito nel suo libro, Io, Tina: in particolare, la sua relazione con il sassofonista Raymond Hill e la nascita del primo figlio è stata esclusa dal film.

### Riprese
Il film, per restare il più fedele possibile alla storia, fu girato, interamente nel 1992, nei principali luoghi della vita della cantante, quali il Tennessee per la sua infanzia, Londra, Los Angeles e Las Vegas.

## Colonna sonora
La colonna sonora del film è costituita da diverse tracce dell'ottavo album di Tina Turner, ossia What's Love Got to Do with It, del 1993.

## Promozione
Uno dei tagline principali del film è Nam myoho renge kyo, il canto e mantra buddhista ricorrenti durante il film che, com'è evidente, Tina Turner utilizzò per riacquistare forza dopo i soprusi subiti dal marito, e che la portò a seguire la filosofia buddhista, abbandonando spontaneamente il Cristianesimo: infatti questa frase, Nam myoho renge kyo, ha il significato di "apertura e accettazione della legge dell'universo, armonizzandovi la propria vita e traendone forza e saggezza per superare le difficoltà", difficoltà come, nel caso della Turner, l'autorità violenta del marito Ike Turner.

## Accoglienza

### Incassi
Il film ha incassato più di 40 milioni di dollari tra Stati Uniti e Canada e 20 milioni di dollari a livello mondiale, per un totale mondiale di circa 60,6 milioni di dollari.

### Critica
Già durante la sua anteprima durante la 66ª edizione degli Oscar, il film ha ricevuto il plauso generale della critica. Sul sito web Rotten Tomatoes, riceve il 97% delle recensioni professionali positive, con un voto medio di 9.0 su 10, basato su 58 recensioni. Il sito ha infatti scritto: "Con un'affascinante storia di vita reale e performance potenti di Angela Bassett e Laurence Fishburne, What's Love Got to Do with It è un film biografico imperdibile!". Il pubblico intervistato dal sito CinemaScore ha assegnato al film un voto A, corrispondente a 10, su una scala da A a F.
Janet Maslin, per il New York Times, ha scritto: "Il ritratto brillante e volubile di Ike Turner di Laurence Fishburne, precedentemente noto come Larry, è ciò che eleva Tina - What's Love Got to Do with It? oltre il regno dei classici biopic". Gene Siskel, per il Chicago Tribune, ha dato al film un voto di 4 su 4, definendolo: "Un film biografico potente, gioioso, crudo ed energicamente recitato che descrive in dettaglio le gioie e il dolore delle vite dentro e fuori dal palco dei rocker Ike e Tina Turner."
Invece la vera Tina Turner ha dichiarato, a proposito del film, che non avrebbe voluto essere ritratta come una "vittima": nel 2018, infatti, la cantante ha dichiarato, da Oprah Winfrey, di aver visto il film solo di recente. Ha detto: "L'ho guardato in parte, ma non l'ho finito perché non è così che sono andate le cose. Oprah, non credevo che avrebbero cambiato così tanto i dettagli".
Anche Ike Turner, proprio perché mostrato nel film come l'ex moglie lo ha descritto nel suo libro, ha ribadito che il film e lo stesso libro sono "pieni di bugie". Nella sua autobiografia, Takin' Back My Name, ha poi lodato l'interpretazione di Fishburne, chiamandolo "un lavoro fantastico, anche se il personaggio non ero io!". Ha anche affermato di essersi arrabbiato per la scena di stupro, che ha descritto come "totalmente inventata, la cosa più bassa che (gli autori) avrebbero mai potuto fare". Ha infine aggiunto che il film ha danneggiato la sua reputazione.

## Riconoscimenti
- 1994 – Premio Oscar[23]
  - Candidatura al miglior attore a Laurence Fishburne
  - Candidatura alla miglior attrice ad Angela Bassett
- 1994 – Golden Globe[24]
  - Miglior attrice in un film commedia o musicale ad Angela Bassett
- 1994 – Grammy Awards
  - Candidatura alla miglior interpretazione vocale femminile pop a Tina Turner[25]
  - Candidatura alla miglior canzone scritta per un film, televisione o altri media audio-visivi ad I Don't Wanna Fight
- 1994 – MTV Movie & TV Awards[26]
  - Miglior performance femminile ad Angela Bassett
- 1994 – NAACP Imagine Awards[27]
  - Miglior attrice in un film ad Angela Bassett
  - Candidatura al miglior attore in un film a Laurence Fishburne
  - Candidatura alla miglior attrice non protagonista in un film a Vanessa Bell Calloway
  - Candidatura alla miglior attrice non protagonista in un film a Jenifer Lewis
- 1993 – Chicago Film Critics Association Awards
  - Candidatura alla miglior attrice ad Angela Bassett
  - Candidatura al miglior attore a Laurence Fishburne
- 1994 – Young Artist Award
  - Miglior giovane attrice protagonista a Rae'Ven Larrymore Kelly[28]
- 1994 – Casting Society of America
  - Miglior cast a Reuben Cannon
- 1994 – American Choreography Awards
  - Miglior coreografia in un film a Michael Peters[29]